# Dwayne Leo
Dwayne Leo (né le 28 juin 1982 à Grenade) est un joueur de football international grenadien, qui évoluait au poste de milieu de terrain.

## Biographie

### Carrière en sélection
Avec l'équipe de Grenade, il joue 18 matchs (pour aucun but inscrit) depuis 2003. 
Il figure notamment dans le groupe des sélectionnés lors des Gold Cup de 2009 et de 2011.